# لا لیما

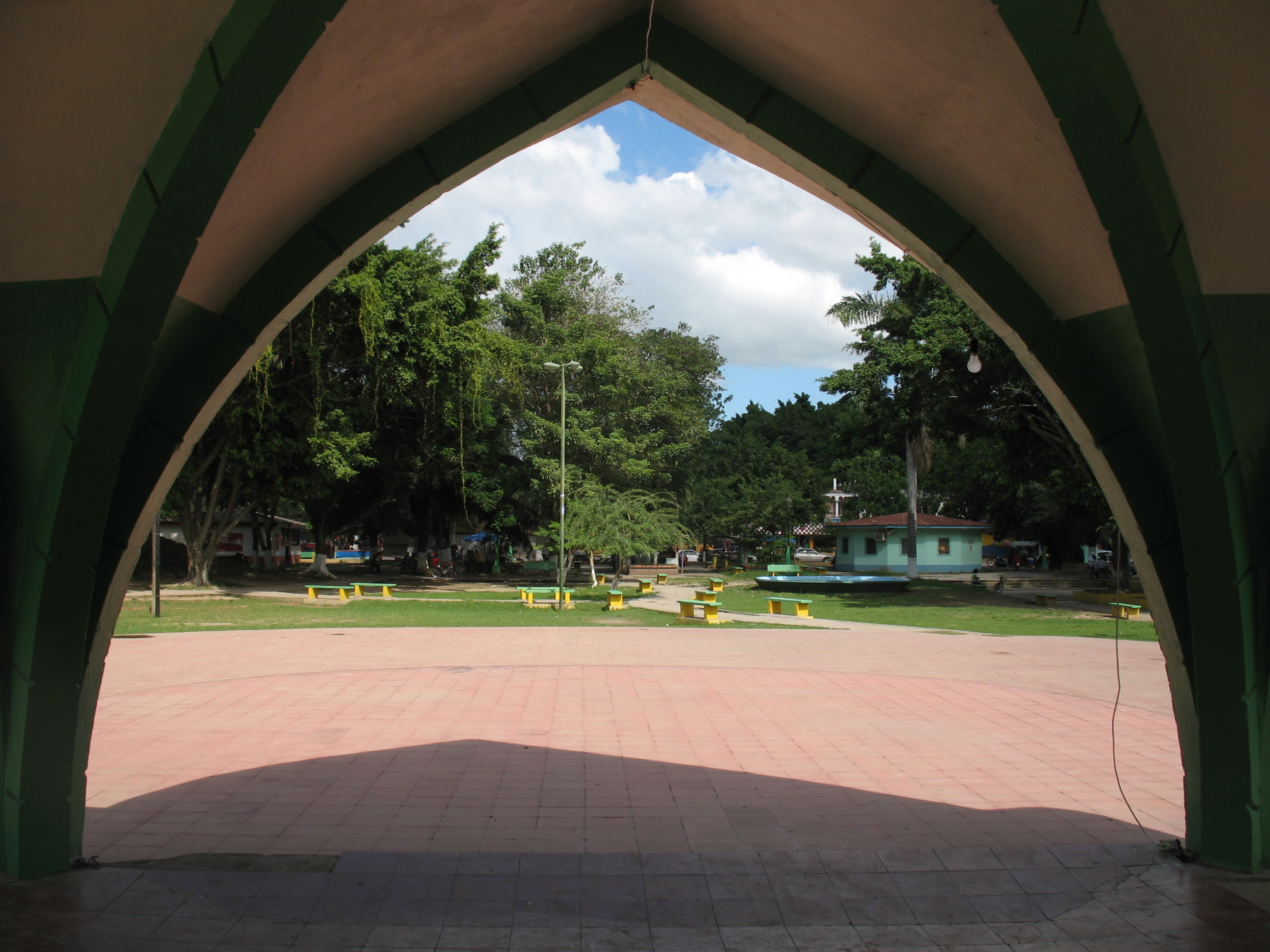
لالیما، کورتس، هندوراس

لا لیما (به اسپانیایی: La Lima) یک منطقهٔ مسکونی در هندوراس است که در استان کورتس واقع شده‌است. لا لیما ۱۱۶ کیلومتر مربع مساحت و ۷۵٬۰۸۹ نفر جمعیت دارد.